# Казаналп ибн Султан-Махмуд
Казаналп ибн Султан-Махмуд Эндиреевский (кум. Эндирейли Къазаналп Султан-Магьмутны уланы) — кумыкский правитель из рода шаухалов, владетель Эндиреевский, известный в источниках как «Казаналип Эндиреевский».

## Биография

### Семья
Сын влиятельного кумыкского правителя и основоположника Эндиреевского княжества Султан-Махмуда Эндиреевского. Младший брат Айдемира, который стал шавхалом Тарковским из-за отказа Султан-Махмуда занимать шамхальский трон по причине старости.

### Приход к власти
После смерти отца Казаналп унаследовал его владение и стал правителем Эндиреевского Ханства. 

### Внешняя политика
Казаналп стремился к лидерству Эндиреевского княжества среди кумыкских феодальных владений и активно боролся с Сурхаем III. При этом он ориентировался на Русское царство, тогда как Сурхай III пользовался поддежкой Сефевидов. Междоусобная война шла с переменным успехом: воспользовавшись походом Сурхая III в Кабарду, Казаналп вместе с уцмием Рустем-ханом совершил набег на Тарки в 1645. В ответ Сурхай в 1647 году совершил поход на Эндирей, вынудив Казаналпа переселиться на север. Чуть раньше Сурхай разгромил кайтагского уцмия Рустема и вынудил его согласиться править лишь горной частью Уцмийства. Ослабевший Казаналп потерял и брагунцев, отнятых у него Муцалом Черкасским, однако послал свои отряды в царскую рать, участвующую в Герменчикской битве, которая окончилась полной победой Сурхая III.

#### Походы на Сунженский острог
Казаналп Эндиреевский окончательно примирился с Сурхаем III и участвовал двух походах кумыкско-кызылбашской армии на русский Сунженский острог и против русского вассала Муцала Черкасского. В 1653 году «кумыцкая рать» сумела добиться ухода всех защитников острога в Терский город, а брагунцы вновь стали частью Эндиреевского княжества. Казаналп вошел в ханское собрание Сурхая III и княжеские распри в Кумыкии на долгое время прекратились.

## Казаналиповы
Казаналп Эндиреевский является родоначальником кумыкского княжеского рода Казаналиповых.